# Phimenes incola
Phimenes incola är en stekelart som först beskrevs av Giordani Soika 1934.  Phimenes incola ingår i släktet Phimenes och familjen Eumenidae.

## Underarter
Arten delas in i följande underarter:
- P. i. aruense
- P. i. mauritsi
- P. i. octomaculatum
- P. i. teleporum
- P. i. zonites